# Muriel Havenstein
Muriel Havenstein (* 4. Mai 1923 in New York City, New York als Muriel Ritchie; † 1. März 2009 in Nobleboro, Maine) war eine US-amerikanische Jazzpianistin.
Havenstein, die in der Bronx aufwuchs, entstammt einer musikalischen Familie und hatte zu Hause Klavierunterricht. Im Alter von 16 Jahren wurde sie Mitglied von Estelle and Her Brunettes, einer Frauenband des Swing, mit der sie bis 1945 auf Tourneen entlang der gesamten Ostküste bis nach Florida spielte. Nach ihrer Heirat 1947 zog sie in Old Greenwich (Connecticut) drei Kinder groß und gab deshalb zunächst ihre musikalische Karriere auf. Als die Kinder aus dem Haus waren, arbeitete sie in Maine wieder als Musikerin und „spielte seither eine wichtige Rolle in der lokalen und regionalen Jazzszene“ (Jazzinstitut Darmstadt). Unter anderem war sie Mitglied des Noel Kaletsky Quartet, spielte 1987 ein erstes Album ein und begleitete Sängerinnen wie Melissa Hamilton, Carole Stone und Leila Percy. Mit Percy gründete sie die Sirens of Swing (CD 1999). Sie trat überregional auf allen relevanten Jazzfestivals in den Neuengland-Staaten auf. Anlässlich ihres 80. Geburtstags entstand das Album Muriel in Concert, auf dem sie mit Exponenten der New-England-Jazzszene in unterschiedlichen Gruppen zu hören ist.